# Hip hop mexicano
O hip hop foi estabelecido no Mexico na década de 1980. A maioria dos artistas de rap mexicanos vem de bairros pobres. Durante o início e finais de 1990, o hip hop sofreu diversificação regional, enquanto Cidade do México atingiu o primeiro reconhecimento nacional pelas gravações do hip hop. Cidades como Guadalajara e Monterrei desenvolveram os seus próprios estilos, incorporando influências locais.
Começando com Control Machete, baseado principalmente em Monterrei, se tornou um sucesso. No final dos anos 1990, muitas cidades viram as suas próprias cenas encontrar aclamação popular. 
Os principais rappers da história do país são Big Metra, Fermin IV, Pato Machete, Cartel de Santa, Dharius, Kinto Sol, Akwid, Sinful el Pecador, Dyablo, KDC, C-4, Bocafloja, Caballeros del Plan G, entre outros.

## Listado das musicas mais conhecidas
Estas são algumas das músicas mais conhecidas
- Comprendes Mendes? - Control Machete
- Artilleria Pesada - Control Machete
- Unisono - Control Machete
- Amores Perros - Control Machete
- Esperanza - Control Machete
- Andamos Armados - Control Machete
- Si Señor - Control Machete
- Siempre Peligroso - Cypress Hill e Fermin IV
- Perros - Cartel de Santa
- Cannabis Sativa - Cartel de Santa
- Asesino de Asesinos - Cartel de Santa
- El Arte del Engaño - Cartel de Santa
- Todas Mueren Por Mi - Cartel de Santa
- Blah, Blah, Blah - Cartel de Santa
- Cronica Babilonia - Cartel de Santa
- Ella Se Fue - Kinto Sol
- Hecho En Mexico - Kinto Sol
- Raza es Raza - Kinto Sol
- El Capitan - Kinto Sol
- Que Risa Que Me Da - Kinto Sol
- Kinto Sol no juega - Kinto Sol
- Yo Naci Para Quererte - Kinto Sol
- Destrukxion - Dyablo
- El Imperio - Dyablo
- Hasta La Madre - Dyablo
- Las Armas las Carga el Dyablo - Dyablo, C-4 e KDC
- El Juego de La Vida - Dyablo
- El Amor - Dyablo
- El Pecador - Sinful
- Linea 4 - C-4
- Pensamientos Verdes - C-4 e KDC
- Mata o Muere - KDC
- Te Asusta Pero Te Gusta - KDC
- Malditos Pensamientos - KDC
- No Hay Manera - Akwid
- Taquito de Ojo - Akwid
- Anda y Ve - Akwid
- Jamas Imagine - Akwid
- Mi Gusto Es - Akwid
- A Pesar de Todo - Akwid
- Como, Cuando y Donde - Akwid
- Pobre Compa - Akwid
- Siempre Ausente - Akwid